# راسيل روبرتس
راسيل روبرتس (بالإنجليزية: Russell Roberts)‏ هو مؤلف واقتصادي وكاتب أمريكي، ولد في 19 سبتمبر 1954 في ممفيس في الولايات المتحدة.